# Питсбърг Стийлърс
Питсбърг Стийлърс (на английски: Pittsburgh Steelers) е отбор по американски футбол, базиран във Питсбърг, Пенсилвания. Състезават се в Северната дивизия на Американската футболна конференция на Националната футболна лига.
Питсбърг са създадени през 1933 като Питсбърг Пайрътс и са петият най-стар отбор в НФЛ и най-старият в Американската футболна конференция. Кръстени са на едноименния бейзболен отбор, често срещана практика по това време. През 1940 променят името си на Питсбърг Стийлърс, а по времето на Втората световна война са принудени да се обединят за по един сезон с Филаделфия Ийгълс (1943) и Чикаго Кардиналс (1944) поради липса на играчи.
Стийлърс са един от най-успешните и популярни отбори в лигата. Печелили са Супербоул рекордните 6 пъти, ставали са шампиони на АФК рекордните 8 пъти, и имат 8 участия в Супербоул (колкото и Далас Каубойс).

## Факти
Основан: през 1933
Основни „врагове“:: Кливлънд Браунс, Балтимор Рейвънс, Синсинати Бенгалс, Ню Инглънд Пейтриътс, Оуклънд Рейдърс, Далас Каубойс, Тенеси Тайтънс, Филаделфия Ийгълс
Носители на Супербоул: (6)
- 1974, 1975, 1978, 1979, 2005, 2008

Шампиони на конференцията: (8)
- АФК: 1974, 1975, 1978, 1979, 1995, 2005, 2008, 2010

Шампиони на дивизията: (20)
- АФК Център:1972, 1974, 1975, 1976, 1977, 1978, 1979, 1983, 1984, 1992, 1994, 1995, 1996, 1997, 2001
- АФК Север: 2002, 2004, 2007, 2008, 2010

Участия в плейофи: (27)
- НФЛ: 1947, 1972, 1973, 1974, 1975, 1976, 1977, 1978, 1979, 1982, 1983, 1984, 1989, 1992, 1993, 1994, 1995, 1996, 1997, 2001, 2002, 2004, 2005, 2007, 2008, 2010, 2011